# Anna Platen
Anna Platen (* 15. April 1995 in Dormagen) ist eine deutsche Schauspielerin und Model.

## Leben
Platen besuchte von 2014 bis 2018 die Otto-Falckenberg-Schule in München, wo sie während der Ausbildung in Produktionen der Münchner Kammerspiele und am Düsseldorfer Schauspielhaus spielte. Nach der Schauspielschule zog sie nach Berlin und arbeitet dort seitdem als freie Schauspielerin für deutsches Kino und Fernsehen. Außerdem ist sie als Model tätig.
Anna Platen spricht Deutsch, Englisch, Hebräisch, Französisch und Spanisch und ist seit 2015 mit dem Schauspieler Jeff Wilbusch liiert.

## Filmografie (Auswahl)
- 2016: SOKO München: Zombie
- 2018: PAN (Kurzfilm)
- 2018: Lola (Kurzfilm)
- 2018: Zoe (Kurzfilm)
- 2018: Alarm für Cobra 11 – Die Autobahnpolizei: Das Power-Paar
- 2019: Marie Brand und der Reiz der Gewalt
- 2019: Um Himmels Willen: Dunkle Wolken
- 2019: SOKO Wismar: Benzin im Blut
- 2020: Turn of The Tide
- 2020: In aller Freundschaft – Die jungen Ärzte: Zwickmühle
- 2021, 2022: SOKO Kitzbühel: Perspektiven, Start Up
- 2021: Windstill
- 2021: Dawn Breaks Behind the Eyes
- 2021: Para – Wir sind King (Fernsehserie)
- 2021: Hannes
- 2023: Notruf Hafenkante – Krankhaft schön (Fernsehserie)
- 2023: The Accountant 2